# Clovia flavifrons
Clovia flavifrons är en insektsart som beskrevs av Schmidt 1922. Clovia flavifrons ingår i släktet Clovia och familjen spottstritar. Inga underarter finns listade i Catalogue of Life.